# Sotillo de la Ribera
Sotillo de la Ribera község Spanyolországban, Burgos tartományban. Sotillo de la Ribera Terradillos de Esgueva, Torresandino, Cilleruelo de Abajo, Cabañes de Esgueva, Santibáñez de Esgueva, Gumiel de Mercado és La Horra községekkel határos. Lakosainak száma 470 fő (2024).

## Népesség
A település népessége az utóbbi években az alábbiak szerint változott:
| Lakosok száma | 612  | 603  | 593  | 588  | 569  | 537  | 513  | 490  | 469  | 470  |
|               | 2001 | 2004 | 2006 | 2009 | 2011 | 2014 | 2016 | 2019 | 2021 | 2024 |